# Iñigo Pérez
Iñigo Pérez Soto (Pamplona, 18 januari 1988) is een Spaans voormalig voetballer en huidg voetbaltrainer die doorgaans speelde als middenvelder. Tussen 2006 en 2022 was hij actief voor Baskonia, Bilbao Athletic, Athletic Bilbao, Huesca, Mallorca, Numancia en Osasuna. In februari 2024 werd hij aangesteld als hoofdtrainer van Rayo Vallecano.

## Spelerscarrière
Pérez speelde als product van de jeugdopleiding van Athletic Bilbao tussen 2006 en 2007 bij satellietclub Baskonia. In 2007 werd de middenvelder overgeheveld naar het reserveteam van de club, waarvoor hij lang speelde. Op 28 oktober 2009 maakte hij zijn debuut in het eerste elftal, toen hij in de basis begon tijdens een 0–2 nederlaag in de Copa del Rey tegen Rayo Vallecano. Twee dagen later debuteerde hij in de Primera División, toen hij Pablo Orbaiz verving tijdens een 1–0 thuisoverwinning tegen Atlético Madrid. In de zomer van 2010 werd hij definitief opgenomen in de eerste selectie. Tijdens zijn eerste officiële optreden dit seizoen, een 3–0 overwinning op Mallorca, scoorde hij als invaller voor Iker Muniain.
Op 8 maart 2011 werd de middenvelder op huurbasis gestald bij Huesca. Na zijn terugkeer werd Pérez onder de nieuwe coach Marcelo Bielsa een vaste waarde en hij speelde in veertig wedstrijden in alle competities (mede door het vertrek van Orbaiz, die op huurbasis verkaste naar Olympiakos). De eerste helft van het seizoen 2013/14 speelde Pérez op huurbasis bij Mallorca. Op 31 januari 2014 keerde hij terug, omdat hij op Mallorca veel last had van stress.
In de zomer van 2014 verkaste Pérez naar Numancia. Vier jaar later vertrok de Spanjaard transfervrij naar Osasuna, waar hij zijn handtekening zette onder een verbintenis voor de duur van vier seizoenen. In de zomer van 2022 besloot Pérez op vierendertigjarige leeftijd een punt achter zijn actieve loopbaan te zetten, om assistent-trainer van Rayo Vallecano te worden.

## Trainerscarrière
Pérez begon zijn trainersloopbaan als assistent van zijn voormalige teamgenoot van Athletic Club Andoni Iraola bij Rayo Vallecano. Toen Iraola in 2023 naar Bournemouth vertrok, was het de bedoeling dat Pérez mee zou gaan. Dit lukte echter niet vanwege problemen met zijn werkvergunning. Nadat de nieuwe hoofdtrainer van Rayo, Francisco, in februari 2024 werd ontslagen, werd Pérez aangesteld als zijn opvolger. Zijn contract bij de club werd in april 2025 met een jaar verlengd tot medio 2026.

## Erelijst
| Segunda División | 1 | 2018/19 |